# Renzo Valdez
Renzo Valdez (Arequipa, 13 de noviembre de 1990) es un futbolista peruano. 
Hizo las divisiones menores en el Sportivo Huracán, fue fichado por el FBC Melgar tras ver su desempeño futbolístico en la Copa Macom, juega de delantero y actualmente está en Tiznados de la Copa Perú.

## Trayectoria
Debutó el 4 de abril de 2009 ante José Gálvez y marcó su primer gol el 10 de junio de 2010, en el Callao, ante Total Chalaco.
En FBC Melgar jugó junto al portero peruano José Carvallo, quien fue mundialista en la Copa Mundial de Fútbol de 2018.

## Clubes
| Club                             | País | Año       |
| -------------------------------- | ---- | --------- |
| Sportivo Huracán                 | Perú | 2006-2007 |
| Max Uhle                         | Perú | 2008      |
| Transportes del Carpio           | Perú | 2008      |
| FBC Melgar                       | Perú | 2009-2014 |
| Universidad Técnica de Cajamarca | Perú | 2015      |
| Los Caimanes                     | Perú | 2015      |
| Deportivo Binacional             | Perú | 2016-2017 |
| FBC Aurora                       | Perú | 2017      |
| Cerrito Los Libres               | Perú | 2017      |
| Sportivo Huracán                 | Perú | 2018      |
| Alfonso Ugarte                   | Perú | 2018      |
| Atlético Universidad             | Perú | 2019      |
| Sportivo Huracán                 | Perú | 2020      |
| Nacional FBC                     | Perú | 2021      |
| Sportivo Huracán                 | Perú | 2022      |
| Atlético Universidad             | Perú | 2022      |
| Nacional FBC                     | Perú | 2022      |
| Sportivo Huracán                 | Perú | 2023      |
| Huracán FBC                      | Perú | 2023      |
| Atlético Universidad             | Perú | 2024      |
| Nacional FBC                     | Perú | 2024      |
| Tiznados                         | Perú | 2025 -    |

## Palmarés

### Campeonatos regionales
| Título                         | Club           | País     | Año  |
| ------------------------------ | -------------- | -------- | ---- |
| Liga Departamental de Puno     | Alfonso Ugarte | Puno     | 2018 |
| Liga Departamental de Arequipa | Nacional FBC   | Arequipa | 2022 |

### Campeonatos nacionales
| Título                        | Club       | País | Año  |
| ----------------------------- | ---------- | ---- | ---- |
| Torneo de Promoción y Reserva | FBC Melgar | Perú | 2014 |